# Мун Джи Хи
Мун Джи Хи (кор. 문지희 文志喜; род. 2 августа 1988, Чолла-Пукто) — корейская биатлонистка.

## Карьера
Биатлоном начала заниматься в 2001 году. С 2006 стала входить в сборную Кореи. Мун Джи Хи является первой корейской биатлонисткой, которая набирала очки на этапах Кубка мира (после неё только Анна Фролина и Екатерина Аввакумова). 22 января 2010 года она заняла 39-е место в индивидуальной гонке на этапе Кубка мира в итальянской Антерсельве. Принимала участие в четырёх чемпионатах мира, а также на Олимпийских играх в Ванкувере и Сочи.

### Участие в Олимпийских играх
| Год  | Место проведения | Спринт | Гонка преследования | Индивидуальная гонка | Масс-старт | Эстафета | Смешанная эстафета |
| ---- | ---------------- | ------ | ------------------- | -------------------- | ---------- | -------- | ------------------ |
| 2010 | Ванкувер         | 63     | —                   | 73                   | —          | —        | —                  |
| 2014 | Сочи             | 74     | —                   | 69                   | —          | —        | —                  |

## Результаты

### Кубок мира
- 2009—2010 — 101-е место (2 очка)